# Othmar Zechyr
Othmar Zechyr (* 28. Mai 1938 in Linz; † 13. September 1996 in Linz) war ein österreichischer Maler und Zeichner.

## Leben und Wirken
Nach dem Besuch der Graphischen Abteilung der Staatsgewerbeschule in Linz begann er ein Studium an der Akademie der Bildenden Künste Wien, brach dieses aber nach wenigen Tagen ab. 1961 und 1963 nahm er an der Schule des Sehens von Oskar Kokoschka an der Salzburger Sommerakademie für Bildende Kunst teil.

## Publikationen
- Othmar Zechyr in Selbstzeugnissen und Bilddokumenten. Herausgegeben anlässlich einer Ausstellung in der Galerie Spitzbart, Tanglberg, Vorchdorf, Verlag Georg Geyer, Wien 1989, ISBN 978-3928844390.
- Stonehenge. Hrsg. und Verlag Galerie Thiele, Linz 1994.

## Ausstellungen
Zechyr präsentierte seine Werke 1962 erstmals im Rahmen einer Einzelausstellung und nahm in Folge an zahlreichen Ausstellungen im In- und Ausland teil.
- Neue Galerie der Stadt Linz (1978, 1993)
- Albertina Wien (1983)
- Oberösterreichisches Landesmuseum (1988)
- Nordico – Museum der Stadt Linz (1994)
- Retrospektive: Zechyr – Zeichnungen 1966 bis 1996 (2001) im Kunsthistorischen Museum Wien, Palais Harrach Wien und in der Neuen Galerie der Stadt Linz[2]

- Museum Angerlehner, Thalheim bei Wels – 24. März – 22. September 2019 – zusammen mit Werken des Weggefährten Johann Jascha

## Auszeichnungen
- Kulturpreis des Landes Oberösterreich für den Bereich Bildende Kunst (1979)
- Preis der Stadt Wien für Bildende Kunst (1985)
- Preis der Stadt Linz (1986)
- Alfred-Kubin-Preis des Landes Oberösterreich (1995)